# Giacomo di Mailly
Giacomo di Mailly (... – 1417) è stato un nobile e condottiero francese.

## Biografia
Il conte Giacomo di Mailly era un cavaliere francese, venuto in Italia al seguito di Giacomo II di Borbone-La Marche, secondo marito della Regina del Regno di Napoli Giovanna II d'Angiò-Durazzo.
Creato da questa gran siniscalco del Regno di Napoli, grazie al suo intervento, nel 1415 prese in sposa Polissena Ruffo, principessa di Rossano.
Giacomo morì nel 1417 e Polissena si risposò nel 1418 con il futuro duca di Milano Francesco Sforza. Le nozze furono favorite dalla Regina Giovanna, dopo essersi sbarazzata del marito, volendo premiare gli Sforza per aver combattuto contro i Sanseverino.